# Yvonne De Carlo
Margaret Yvonne Kao Middleton (Vancouver, Columbia Británica, 1 de septiembre de 1922-Los Ángeles, California, 8 de enero de 2007), conocida como Yvonne De Carlo, fue una actriz, bailarina y cantante canadiense nacionalizada estadounidense. Es mejor recordada por haber interpretado a Séfora en la película Los diez mandamientos (1956) y por el personaje de Lily Munster en la serie The Munsters (1964-1966).

## Biografía y carrera
Los padres de esta actriz fueron el vendedor William Shelto Middleton y su esposa, la aspirante a actriz Marie De Carlo. Su nacimiento tuvo lugar en el Hospital San Pablo (Vancouver). Su abuelo materno, Michael De Carlo, nació en Mesina, Italia, y su abuela materna, Margaret Purvis, era de origen escocés. Ambos abuelos trabajaban para Lord Kitchener, él como mayordomo y ella como secretaria. Familiarmente era llamada Peggy. Su padre abandonó el hogar familiar cuando Yvonne tenía tres años.
De niña recibió clases de danza y abandonó la escuela secundaria para trabajar en clubs nocturnos y teatros locales. Su pasión por el baile continuó cuando se mudó con su madre a Los Ángeles. 
Fue elegida miss Venice Beach en 1940.
Paramount Pictures la contrató en 1942, y fue entonces cuando adoptó el apellido de soltera de su madre. Tras una veintena de pequeños papeles dejó la Paramount por Universal. La actriz interpretó en sus inicios pequeños papeles en producciones cinematográficas como Ruta a Marruecos o Por quién doblan las campanas, la adaptación de la novela homónima de Hemingway, gracias, en parte, a su exótica fotogenia. Sin embargo, la fama no llegaría sino hasta 1945, por medio de la película Salomé, la embrujadora. De ahí en adelante Yvonne protagonizó un gran número de películas, abarcando varios géneros, desde wésterns y filmes de ambientación árabe, hasta cine negro (donde se destaca su actuación en Criss Cross), drama y comedia. Y demostró su talento actuando junto con los grandes de la pantalla, tales como Burt Lancaster, Rock Hudson, Clark Gable, Alec Guinness y David Niven. 
En la mayoría de sus películas, De Carlo demostró además su talento como bailarina y cantante, en el filme The Captain's Paradise (1953) convenció al director para que sir Alec Guinness bailara el mambo, ofreciéndose ella misma como instructora.
En 1955, De Carlo contrajo matrimonio con Robert Drew Morgan (1915-1999), un doble de primera categoría con quien tuvo dos hijos: Bruce Ross (n. 1956) y Michael (1957-1997). La pareja sufrió varias separaciones y reconciliaciones. 

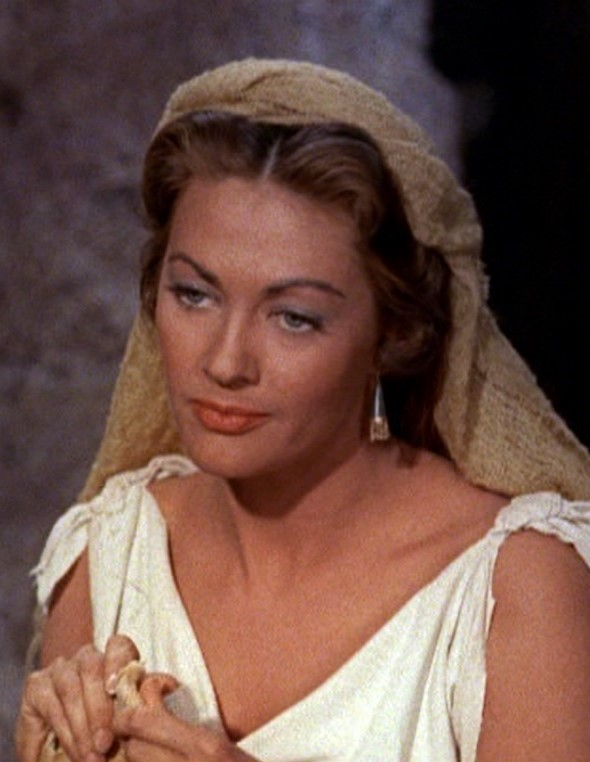
De Carlo como Séfora en The Ten Commandments (1956)

En 1954, durante la preparación de la película bíblico-épica Los diez mandamientos (1956), de Cecil B. DeMille, la actriz Audrey Hepburn fue sugerida para el papel de Nefertari y la actriz Anne Baxter fue elegida para el papel de Séfora. Poco después, Hepburn fue rechazada para el papel de la princesa del trono de Egipto por ser demasiado plana de pecho, y el papel de Nefertari se le dio a Baxter. 
Cuando DeMille vio a De Carlo en Sombrero (1953), le ofreció el papel vacante de Séfora. De Carlo aceptó y rechazó otro papel que se le ofreció en una película alemana al momento. La actriz dijo en una ocasión: «Trabajar con el señor DeMille fue una experiencia de aprendizaje que nunca olvidaré». Con un sueldo de veinticinco mil dólares, la prestación interpretativa de De Carlo en la película la convirtió en una actriz de primera clase que podía interpretar cualquier tipo de papel en películas de gran presupuesto. 
Además de filmar en los Estudios Paramount, De Carlo acompañó a DeMille y al resto del equipo de rodaje a Egipto, donde varias escenas exteriores fueron filmadas. De Carlo conoció a Robert Drew Morgan en Egipto, y se casó con él el 21 de noviembre de 1955 en la Capilla Episcopal de Reno, Nevada. Para él era su segundo matrimonio y tenía una hija del anterior, Bari Lee (n. 1947).
Al año siguiente, en 1957, interpreta otro de sus papeles más recordados, el de la película dirigida por Raoul Walsh Band of Angels (La esclava libre), protagonizada junto con Clark Gable y Sidney Poitier, donde daba vida a Amantha Starr, la hija de un terrateniente sureño que descubre tras la muerte de su padre que tiene sangre negra, por lo que se ve despojada de sus tierras y es vendida a un apuesto caballero en una subasta de esclavos.
Yvonne De Carlo grabó un LP llamado Yvonne De Carlo Sings en 1957.
En 1962, durante la filmación de una escena peligrosa en un tren en movimiento para How the West Was Won (La conquista del Oeste), Morgan cayó bajo las ruedas en un accidente que le costó una pierna. El estudio no se responsabilizó y se negó a indemnizarlo. La familia Morgan estuvo atravesando dificultades económicas a raíz de los gastos médicos. 
John Wayne, amigo de Yvonne, le ofreció un papel en la película McLintock! (1963). Pero esta ayuda no sirvió de mucho. Así fue como De Carlo decidió aceptar el papel de Lily, la madre vampira más famosa de todos los tiempos, en la serie televisiva The Munsters a mediados de los sesenta. Pese a que la serie solo se grabó durante 2 años (de 1964 a 1966), tuvo un gran éxito, y llegó a convertirse en una serie de culto, con reposiciones durante más de 4 décadas. 
Al finalizar la serie, el reparto (excepto Pat Priest) protagonizó una película basada en la misma, Munster Go Home (La herencia de los Munsters, 1966).
Durante el resto de la década, Yvonne volvió a la pantalla grande y apareció en wésterns como Hostile Guns (1967) o Arizona Bushwhackers (1968) y en The Power (1968), un filme de ciencia ficción.
A comienzos de los setenta, puso fin a su matrimonio con Robert (Bob) Drew Morgan, concretamente en 1974.

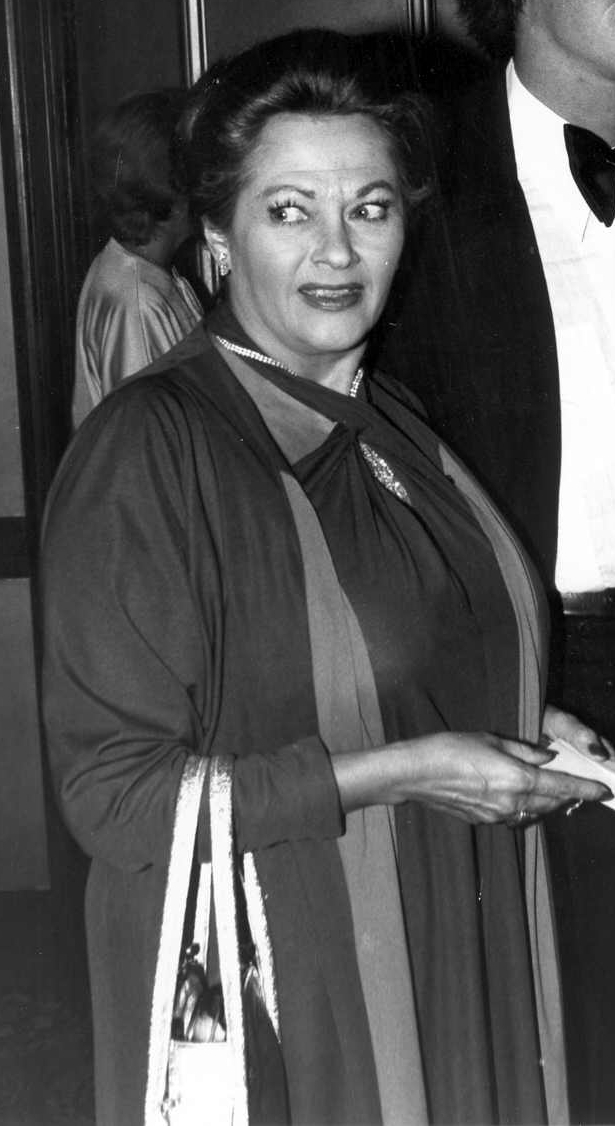
De Carlo en 1979

En dicho año, Yvonne consiguió un papel muy importante en el musical de Broadway Follies de Stephen Sondheim, obra que ha ganado siete premios Tony en toda su historia. Su personaje fue Carlotta Campion.
Yvonne también apareció junto con sus viejos amigos Fred Gwynne y Al Lewis en The Munsters' Revenge (1981).
En sus últimos años, De Carlo vivió cerca de Solvang, al norte de Santa Bárbara. Su hijo Michael murió en 1997 y la actriz sufrió un ataque de apoplejía al año siguiente. De Carlo falleció el 8 de enero de 2007 por causas naturales en el asilo de Motion Picture & Television Hospital, en el suburbio Woodland Hills, de Los Ángeles, a los 84 años de edad.
Yvonne De Carlo cuenta con dos estrellas en el Paseo de la Fama de Hollywood por su contribución al cine (6124 Hollywood Blvd.) y a la televisión (6715 Hollywood Blvd.).

## Trayectoria

### Cine
| - Harvard, Here I Come! (1941) - This Gun for Hire (1942) - Road to Morocco (1942) - Youth on Parade (1942) - Lucky Jordan (1942) - Rhythm Parade (1942) - The Crystal Ball (1943) - Salute for Three (1943) - So Proudly We Hail! (1943) - For Whom the Bell Tolls (1943) - Let's Face It (1943) - Deerslayer (1943) - True to Life (1943) - Standing Room Only (1944) - The Story of Dr. Wassell (1944) (sin acreditar) - Kismet (1944), Sirvienta (sin acreditar) - Rainbow Island (1944) - Here Come the Waves (1944) - Practically Yours (1944) - Bring on the Girls (1945) - Salome, Where She Danced (1945) - Frontier Gal (1945) - Song of Scheherazade (1947) - Brute Force (1947) - Slave Girl (1947) - Black Bart (1948) - Casbah (1948) - River Lady (1948) - Criss Cross (1949) - Calamity Jane and Sam Bass (1949), Calamity Jane - The Gal Who Took the West (1949) - Buccaneer's Girl (1950) - The Desert Hawk (1950) - Tomahawk (1951) - Hotel Sahara (1951) - Silver City (1951) - The San Francisco Story (1952) - Scarlet Angel (1952) - Hurricane Smith (1952) - Sombrero (1953) - Sea Devils (1953) - The Captain's Paradise (1953) - Fort Algiers (1953) - Border River (1954) | - Happy Ever After (1954) - Passion (1954) - Shotgun (1955) - La Contessa di Castiglione (1955), Virginia Oldoini - Flame of the Islands (1956) - Raw Edge (1956) - Magic Fire (1956), Minna Planner - Los diez mandamientos (1956), Séfora - Death of a Scoundrel (1956) - La esclava libre (Band of Angels) (1957) - The Sword and the Cross (1958) - Timbuktu (1959) - McLintock! (1963) - A Global Affair (1964) - Law of the Lawless (1964) - Forbidden Temptations (1965) (documental) - Munster, Go Home! (1966) - Hostile Guns (1967) - The Power (1968) - Arizona Bushwhackers (1968) - The Delta Factor (1970) - The Seven Minutes (1971) - Black Fire (1975) - Blazing Stewardesses (1975) - It Seemed Like a Good Idea at the Time (1975) - House of shadows (1976) - Won Ton Ton, the Dog Who Saved Hollywood (1976) (cameo) - Satan's Cheerleaders (1977) - Nocturna: Granddaughter of Dracula (1979) - Guyana: Cult of the Damned (1979) - Black Fire (1979) (Spanish version) - The Man with Bogart's Face (1980) - Silent Scream (1980) - Liar's Moon (1981) - Play Dead (1981) - Vultures (1983) - Flesh and Bullets (1985) - American Gothic (1988) - Cellar Dweller (1988) - Mirror, Mirror (1990) - Oscar (1991) - The Naked Truth (1992) (directamente a vídeo) - Desert Kickboxer (1992) (directamente a vídeo; sin confirmar) - Seasons of the Heart (1993) (voz solamente) |

### Cortometrajes
- I Look at You (1941)
- The Kink of the Campus (1941)
- The Lamp of Memory (1942)
- Fun Time (1944)

### Televisión
| - Schlitz Playhouse of Stars (1 episodio, 1957) - Shower of Stars (1 episodio, 1957) - Bonanza: Episodio «A Rose For Lotta» (1959) - Adventures in Paradise (1 episodio, 1960) - Follow the Sun (2 episodios, 1961-1962) - Death Valley Days (1 episodio, 1962) - The Virginian (2 episodios, 1963-1969) - The Greatest Show on Earth: The Night the Monkey Died (1964) - The Munsters (71 episodios) (1964-1966) - Custer (1 episodio, 1967) - The Name of the Game (1 episodio, 1970) | - The Girl on the Late, Late Show (1974) - The Mark of Zorro (1974) - Roots (1977) (miniseries) - La isla de la fantasía (2 episodes, 1978-1979) - The Munsters' Revenge (1981) - Murder, She Wrote: Episodio «Jessica Behind Bars» (1985) (estrella invitada) - A Masterpiece of Murder (1986) - Tales from the Crypt (1993) - Here Come the Munsters (1995) (cameo) - The Barefoot Executive (1995) |

### Teatro
- Follies (1971)

### Autobiografía
- Título: Yvonne: An Autobiography. Coescrita con Doug Warren. St. Martin's Press, Estados Unidos, 1987. ISBN 0312002173.

## Premios
| Año  | Ceremonia            | Ciudad | Premio                           | Resultado |
| ---- | -------------------- | ------ | -------------------------------- | --------- |
| 1987 | Fantafestival Awards | Roma   | Mejor actriz por American Gothic | Ganadora  |